# فاتح توران
فاتح توران (بالتركية: Fatih Turan)‏ (5 أبريل 1993 في بلجيكا - ) هو لاعب كرة قدم بلجيكي وتركي في مركز الظهير. شارك مع منتخب تركيا تحت 20 سنة لكرة القدم ومنتخب تركيا تحت 21 سنة لكرة القدم. أما مع النوادي، فقد لعب مع بولو سبور وفورتونا سيتارد.

## وصلات خارجية
- فاتح توران على موقع الاتحاد الدولي (مؤرشف)  (الإنجليزية)
- فاتح توران على موقع اتحاد تركيا (لاعب) (الإنجليزية)
- فاتح توران على موقع قاعدة بيانات كرة القدم.إي يو (الإنجليزية)
- فاتح توران على موقع Soccerway.com (الإنجليزية)
- فاتح توران على موقع عالم كرة القدم.نت (الإنجليزية)